# Musculus verticalis linguae
A musculus verticalis linguae egyike a néhány apró izomnak, amelyek a nyelvet alkotják. Laposítja és passzívan szélesíti a nyelvet.

## Elhelyezkedés
A nyelv felszíne alatt található.

## Beidegzés
A nervus hypoglossus idegzi be.

## Külső hivatkozások
- Kép, leírás
- Fül-orr-gége